# لاین آو بست فیت
لاین آو بست فیت (انگلیسی: The Line of Best Fit) یک نشریه الکترونیکی مستقل است که در لندن مستقر است و تمرکز بر موسیقی و ترانه‌های جدید است. 
این مجله نقدهای مستقل، گفتگوها و گزارش‌های اختصاصی منتشر می‌کند. این نشریه اینترنتی را «ریچارد تِـین» در فوریه ۲۰۰۷ بنیان نهاد و سرویراستار فعلی آن «پُل بریج‌واتر» است. نام این نشریه از یکی از ترانه‌های دث کب فور کیوتی وام گرفته شده‌است. نقدهای نوشته‌شده در این نشریهٔ اینترنتی در رده‌بندی‌های متاکریتیک مورد استفاده قرار می‌گیرد.